# Emilio Jáuregui
Emilio Jáuregui (1940?, 27 de junio de 1969) fue un periodista y sindicalista marxista-leninista maoísta argentino  militante revolucionario de Vanguardia Comunista asesinado a los 29 años en el marco de la represión que siguió al movimiento popular iniciado con el Cordobazo, que significó el comienzo del fin de la dictadura autodenominada Revolución Argentina. Trabajó como cronista en el diario La Nación entre julio de 1960 y diciembre de 1962, cuando se afilió al Sindicato de Prensa en el que fue elegido secretario general. En 1966, Onganía intervino el sindicato.

## Primeros años
El ingeniero Emilio Mariano Jáuregui, un profesional distinguido, fue designado en 1956 Consejero Económico en Francia. La familia se trasladó a París y Emilio, que entonces era un adolescente inquieto, divertido y apasionado, cursó Ciencias Políticas en la Sorbonne. Sartre y Camus lo deslumbraron. Volvió a Buenos Aires por algunos meses, instalándose en la casa de su abuela materna, hermana de Federico Pinedo, casa a la que concurrían personas tan diferentes como Eduardo Mallea y Manuel Mujica Lainez.
En ese momento ya podría definírselo como un hombre de pensamiento, un intelectual apasionado que trataba de comprender a los filósofos. Nunca aceptó la mentalidad de su medio ni la indiferencia ante los graves problemas sociales de la mayoría. Para sus amigos de siempre era enriquecedor almorzar o comer en lo de Jáuregui porque era allí donde se daban duelos verbales e ideológicos entre sus padres y él, en el que los invitados intervenían.
Emilio Jáuregui era parte de la incipiente guerrilla urbana Argentina, cuya misión inicial era la de apoyar y eventualmente incorporarse al movimiento guerrillero de Ernesto Guevara,  que operaría en Bolivia y el Norte Argentino. Había recibido entrenamiento militar y de guerrilla en Cuba, junto  a otros argentinos que más tarde serían parte del grupo guerrillero Montoneros en los años setenta.

## Asesinato

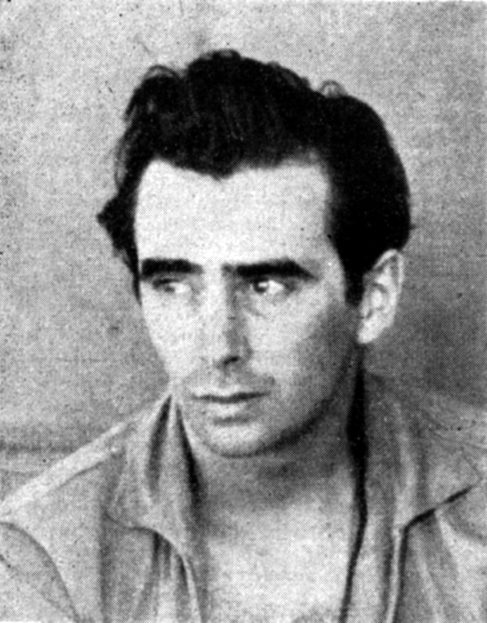

El 27 de junio de 1969, Emilio encabezó la manifestación de repudio a la visita que Nelson Rockefeller, gobernador del estado de Nueva York, realizaba a Buenos Aires como enviado de Richard Nixon en una gira latinoamericana. La marcha fue apoyada por todos los partidos políticos; el radicalismo, el peronismo, los partidos de izquierda. La concentración mayor tuvo lugar en plaza Once y, desde allí, Emilio, junto a un grupo, decidió bajar a la avenida 9 de Julio.
La policía reprimía y los manifestantes corrían; un patrullero persiguió a Emilio y le cruzaron el auto en Tucumán y Anchorena, abrieron fuego y lo mataron. Fue el único muerto y dos medios de entonces contradijeron la previsible versión oficial de que estaba armado: el diario La Prensa y la revista Primera Plana.